# Список голів Національних зборів Франції
У цій статті перераховано Голів Французького Парламенту або, в залежності від обставин, його нижньої палати.
Національні установчі збори були створені в 1789 році з Генеральних штатів. Він, а також наступні революційні законодавчі збори – Законодавчі збори Франції (1791—1792) і Національний конвент (1792–1795) мали швидко змінюване президентство. Зі заснуванням Директорії у 1795 році існувало дві палати французького законодавчого органу. Нижча, Рада п'ятисот, також мала швидко змінюване головування. За Наполеона I Законодавчий корпус мав усі повноваження фактично приймати закони, але, по суті, був офіційним органом, який не мав повноважень обговорювати законодавство. З відновленням монархії було відновлено двопалатну систему з Палатою перів і Палатою депутатів. Палата депутатів вперше мала президентів, які обиралися на значний період часу.

## ПарламентТретьої республіки

### Голови Палати депутатів
| Портрет | Ім'я                     | Початок повноважень | Закінчення повноважень | Партія |
| ------- | ------------------------ | ------------------- | ---------------------- | ------ |
|         | Поль Дешанель            | 23 травня 1912      | 12 лютого 1920         | AD     |
|         | Рауль Пере (1-й термін)  | 12 лютого 1920      | 9 червня 1924          | AD     |
|         | Поль Пенльові            | 9 червня 1924       | 22 квітня 1925         | PRS    |
|         | Едуар Ерріо(1-й термін)  | 22 квітня 1925      | 22 липня 1926          | PR     |
|         | Рауль Пере(2-й термін)   | 22 липня 1926       | 11 січня 1927          | AD     |
|         | Фернан Буїсон            | 11 січня 1927       | 31 травня 1936         | PRS    |
|         | Едуар Ерріо (2-й термін) | 4 червня 1936       | 9 липня 1940           | PR     |

## ПарламентТимчасового уряду

### Голова Тимчасових дорадчих зборів (1943-1945)
| Портрет | Ім'я        | Початок повноважень | Закінчення повноважень | Партія | Збори (Вибори)      |
| ------- | ----------- | ------------------- | ---------------------- | ------ | ------------------- |
|         | Фелікс Гуен | 9 листопада 1943    | 8 листопада 1945       | SFIO   | (тимчасовий голова) |

### Голови Установчих зборів (1945-1946)
| Портрет | Ім'я          | Початок повноважень | Закінчення повноважень | Партія | Збори (Вибори)      |
| ------- | ------------- | ------------------- | ---------------------- | ------ | ------------------- |
|         | Фелікс Гуен   | 8 листопада 1945    | 22 січня 1946          | SFIO   | I ( 1945 )          |
|         | Венсан Оріоль | 31 січня 1946       | 27 листопада 1946      | SFIO   | II ( червень 1946 ) |

## ПарламентЧетвертої республіки: головиНаціональних зборів
| Портрет     | Ім'я                        | Початок повноважень | Закінчення повноважень | Партія | Збори (Вибори)    |
| ----------- | --------------------------- | ------------------- | ---------------------- | ------ | ----------------- |
|             | Венсан Оріоль               | 3 грудня 1946       | 21 січня 1947          | SFIO   | I (листопад 1946) |
|             | Едуар Ерріо                 | 21 січня 1947       | 12 січня 1954          | PR     | I (листопад 1946) |
| II ( 1951 ) | Едуар Ерріо                 | 21 січня 1947       | 12 січня 1954          | PR     |                   |
|             | Андре Ле Троке (1-й термін) | 12 січня 1954       | 11 січня 1955          | SFIO   |                   |
|             | П'єр Шнейте                 | 11 січня 1955       | 24 січня 1956          | MRP    |                   |
|             | Андре Ле Троке (2-й термін) | 24 січня 1956       | 9 грудня 1958          | SFIO   | III ( 1956 )      |

## ПарламентП'ятої республіки: головиНаціональних зборів
| Портрет | Имя                            | Початок повноважень | Закінчення повноважень | Партія    | Збори (Вибори)                          |
| ------- | ------------------------------ | ------------------- | ---------------------- | --------- | --------------------------------------- |
|         | Жак Шабан-Дельмас (1-й термін) | 9 грудня 1958       | 25 червня 1969         | UNR / UDR | I (1958) II (1962) III (1967) IV (1968) |
|         | Ашиль Перетти                  | 25 червня 1969      | 2 квітня 1973          | UDR       | IV (1968)                               |
|         | Эдгар Фор                      | 2 квітня 1973       | 3 квітня 1978          | UDR / RPR | V (1973)                                |
|         | Жак Шабан-Дельмас (2-й термін) | 3 квітня 1978       | 2 липня 1981           | RPR       | VI (1978)                               |
|         | Луи Мермаз                     | 2 квітня 1981       | 2 квітня 1986          | PS        | VII (1981)                              |
|         | Жак Шабан-Дельмас (3-й термін) | 2 квітня 1986       | 23 червня 1988         | RPR       | VIII (1986)                             |
|         | Лоран Фабиус (1-й термін)      | 23 червня 1988      | 22 січня 1992          | PS        | IX (1988)                               |
|         | Анри Эммануэлли                | 22 січня 1992       | 2 квітня 1993          | PS        | IX (1988)                               |
|         | Филипп Сеген                   | 2 квітня 1993       | 12 червня 1997         | RPR       | X (1993)                                |
|         | Лоран Фабиус (2-й термін)      | 12 червня 1997      | 29 березня 2000        | PS        | XI (1997)                               |
|         | Раймон Форни                   | 29 березня 2000     | 25 червня 2002         | PS        | XI (1997)                               |
|         | Жан-Луи Дебре                  | 25 червня 2002      | 2 березня 2007         | UMP       | XII (2002)                              |
|         | Патрик Олье                    | 7 березня 2007      | 19 червня 2007         | UMP       | XII (2002)                              |
|         | Бернар Аккойе                  | 26 червня 2007      | 19 червня 2012         | UMP       | XIII (2007)                             |
|         | Клод Бартолон                  | 26 червня 2012      | 20 червня 2017         | PS        | XIV (2012)                              |
|         | Франсуа де Рюжи                | 27 червня 2017      | 4 вересня 2018         | REM       | XV (2017)                               |
|         | Ришар Ферран                   | 12 вересня 2018     | 21 червня 2022         | REM       | XV (2017)                               |
|         | Яель Браун-Піве                | 28 червня 2022      | На посаді              | REM       | XVI (2022)                              |